# Tercer Distrito Naval Madera
El Tercer Distrito Naval «Madera» es uno de los seis distritos de la Armada Boliviana.
Creado el 1 de abril de 1968, tiene su base en la ciudad de Guayaramerín, y tiene a su cargo un batallón de infantería de marina, tres bases navales, once capitanías de puerto, y dos puestos de producción.